# Горонжук, Богдан
Богдан Горонжук (пол. Bogdan Chorążuk; род. 30 сентября 1934, Костополь) — польский поэт, автор текстов песен, художник-график.
Выпускник философского факультета Варшавского университета. Дебютировал в 1962 году. Издал 7 сборников поэзии. Является также автором около 100 текстов изданных песен. Самыми известными хитами Горонжука является «Zegarmistrz światła» и «Smak i zapach pomarańczy», которые пел Тадеуш Возньняк. Любителям мыльных опер известен как автор песни «Pośrodku świata», которую Возьняк поёт в сериале «Plebania».
Владелец издательства «Vadium».

## Сборники
- Dwulwice — Klub Literacki w Olsztynie 1965
- Dziennik Inwigilacyjny — Pojezierze 1965
- Pamięć — Ludowa Spółdzielnia Wydawnicza 1966
- Sprostacz naszym czasom — Wydawnictwo Morskie 1967
- Koncentracje — Wydawnictwo Literackie 1968
- Zegarmistrz światła — Pojezierze 1973
- Opowiadania — Wydawnictwo Łódzkie 1988